# Henri II (duc d'Autriche)
Pour les articles homonymes, voir Henri II et Henri XI.
Henri II, dit Jasomirgott (1107 – 13 janvier 1177), est un membre de la maison de Babenberg, comte palatin du Rhin de 1140 à 1141, duc de Bavière (Henri XI) et margrave d'Autriche de 1141 à 1156 et enfin le premier duc d'Autriche de 1156 à sa mort.

## Biographie

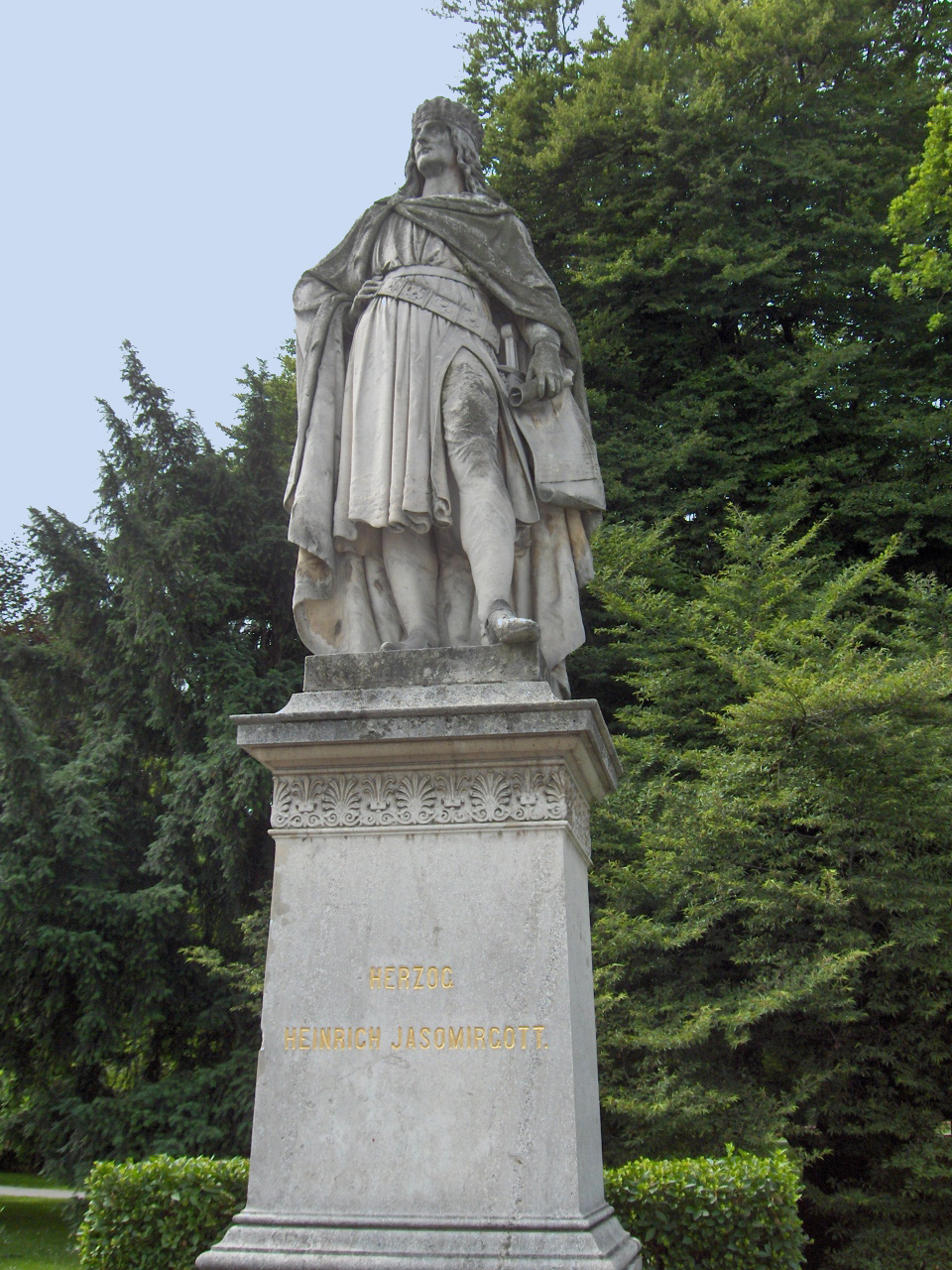
Statue d'Henri Jasomirgott à Vienne.

Fils du margrave Léopold III et d'Agnès de Franconie, il devient en 1140 comte palatin du Rhin. Il recueille par la suite la succession de son frère cadet Léopold IV, mort en 1141, en tant que margrave d'Autriche (1141), puis également duc de Bavière (1143). Il réside dans l'ancienne capitale de la Bavière, à Ratisbonne.
Du 1er mai 1142 à 1143, Henri II est marié à Gertrude, fille unique de l'empereur Lothaire de Supplinbourg.
En 1147, il participe en tant que duc de Bavière à la deuxième croisade, qui se termine en catastrophe le 26 octobre 1147 en Asie mineure. Peu de chevaliers réussissent à s'enfuir. Parmi eux, Henri II ainsi que le jeune Frédéric de Souabe, futur roi et empereur allemand. Sur le chemin du retour, Henri II épouse Théodora Comnène, princesse byzantine et nièce de l'empereur byzantin Manuel Ier.
Lors du conflit entre Welfs et Hohenstaufen, Conrad III avait enlevé le duché de Bavière à Henri X en 1138 pour l'offrir aux Babenberg. Le nouvel empereur, Frédéric Ier, essaie de trouver un consensus avec les Welfs et fait de Henri XII, fils d'Henri X, son vassal en lui rendant la Bavière en 1156. Il faut cependant compenser la perte des Babenbergs. Par le biais du Privilegium minus, l'Autriche devient un duché indépendant de la Bavière.
Contrairement à son père qui résidait à Klosterneuburg, Henri II fait de Vienne sa nouvelle capitale en 1145. Ce n'est que par cet acte que Vienne peut prendre le dessus sur les autres villes comme Krems, Melk et Klosterneuburg et s'imposer comme capitale définitive du pays. La construction de la cathédrale Saint-Étienne, signe visible de la nouvelle importance de la ville, se termine en 1147. La petite église romane de l'époque, située à l'extérieur de l'enceinte de la ville, est consacrée le 8 juin 1147. En 1155, Henri II fonde le Schottenstift, endroit où il sera enterré plus tard. L'église doit son nom aux moines irlandais qui avaient pris en charge sa construction, et que l'on avait confondu avec des Écossais. Un monument dédié à Henri II se trouve encore de nos jours à l'extérieur de l'église.
Les deux mariages d'Henri II avec deux filles d'empereurs témoignent de l'importance de la maison de Babenberg à l'époque. Son frère, Othon de Freising, est évêque de Freising et rédige d'importantes chroniques.
Le surnom d'Henri II, Jasomirgott, apparaît XIIIe siècle sous la forme Jochsamergott ; on en ignore le sens exact. Une théorie évoque la possibilité d'une transformation d'un mot d'origine arabe en rattachant le surnom à la participation à la deuxième croisade en 1147. Une légende populaire voit dans le surnom la formule Ja so mir Gott helfe (« Que Dieu m'aide »).
Fin novembre 1176, Henri II est la victime d'un accident près de Melk quand un pont s'écrase. Il meurt des suites de ses blessures le 13 janvier de l'année suivante à Vienne. Selon son désir, il est enterré au Schottenstift. Cependant, son tombeau, recherché au XVIIe siècle, n'a pu être trouvé.

## Sigillographie et emblématique
Dans les années 1150, Henri II se dote d'un sceau équestre armorié, un des premiers dans le Saint-Empire, ce qui constitue une étape importante dans le processus de naissance des armoiries.

## Mariages et descendance
En 1142, il épouse Gertrude de Saxe, fille de l'empereur du Saint-Empire Lothaire III de Supplimbourg. Elle meurt l'année suivante, sans descendance.
Henri II d'Autriche se remarie en 1149 avec Théodora Comnène, une nièce de l'empereur byzantin Manuel Ier Comnène, dont il a :
- Agnès (1154-1182), mariée en 1167 au roi Étienne III de Hongrie, puis au duc Herman II de Carinthie (mort en 1181)[2] ;
- Léopold V (1157-1194)[2] ;
- Henri (1158-1223), duc de Mödling, marié en 1177 à Rixa de Bohême (morte en 1182)[2].

## Sources
- (de) Cet article est partiellement ou en totalité issu de l’article de Wikipédia en allemand intitulé « Heinrich II. (Österreich) » (voir la liste des auteurs).
- (de) Eberhard Holz et Wolfgang Huschner (dir.), Deutsche Fürsten des Mittelalters, Édition Leipzig, Leipzig, 1995  (ISBN 3361004373).